# جمع منطق (کتاب)
جمع منطق (به انگلیسی: Sum of Logic) یک کتاب درسی در مورد منطق است توسط ویلیام اوکام نوشته شده‌است. این کتاب در حدود سال ۱۳۲۳ نوشته شده‌است، و شبیه سایر آثار منطق قرون وسطی است که تحت عنوان‌های اصلی مقدمات ارسطویی، مقولات، اصطلاحات، گزاره‌ها و قیاس‌ها سازماندهی شده‌اند. این عناوین، اگرچه به ترتیب متفاوتی ارائه می‌شوند، اما ترتیب اولیه آثار مکتبی در مورد منطق را نشان می‌دهند.
این اثر از این جهت حائز اهمیت است که حاوی روایت اصلی نام‌گرایی اوکام است، موضعی که به مسئله کلیات مربوط می‌شود.

## کتاب اول. در شرایط
1. فصل‌های ۱–۱۷ به اصطلاحات می‌پردازد: چیستی آن‌ها و نحوه تقسیم آن‌ها به مقوله‌ای، انتزاعی و عینی، مطلق و معنایی، «نیت اول» و «نیت دوم». اوکام در این‌جا موضوع کلیات را نیز مطرح می‌کند.
2. فصل‌های ۱۸ تا ۲۵ به پنج مورد از پورفیری می‌پردازد.
3. فصل ۲۶–۶۲ به مقولات ارسطو می‌پردازد، که فیلسوفان قرون وسطی در ترجمه لاتین بوئتیوس به «مشکلات» می‌شناسند. فصول اول این بخش به تعریف و توصیف، مفاهیم موضوع و محمول، معنای عباراتی مانند «کل»، «هستی» و غیره می‌پردازد. فصول بعدی خود به ده مقوله می‌پردازد، به‌شرح زیر: ماده (۴۲–۴۳)، کمیت (۴۴–۴۹)، رابطه (۵۰–۵۴)، کیفیت (۵۵–۵۶)، کنش (۵۷)، اشتیاق (۵۸)، زمان (۵۹)، مکان (۶۰)، موقعیت (۶۱)، عادت (۶۲).
4. فصل ۶۳–۷۷ به بعد به نظریه فرض می‌پردازد.

## کتاب دوم. در مورد گزاره‌ها
1. در مورد گزاره‌های طبقه‌بندی‌شده (۱–۲۰)
2. در مورد تبدیل قضایا (۲۱–۹)
3. دربارهٔ گزاره‌های فرضی (30–7)

## کتاب سوم. در مورد قیاس

### بخش اول. در مورد قیاس
1. در مورد قیاس‌های طبقه‌بندی‌شده (۱–۱۹)
2. در مورد قیاس‌های معین (۲۰–۳۰)
3. در مورد قیاس‌های مختلط (۳۱–۶۴)
4. در قیاس‌های حاوی گزاره‌های قابل اثبات

### بخش مت دوم. در مورد تظاهرات
این ۴۱ فصل شرحی از تجزیه و تحلیل پسین ارسطو است.

### بخش سوم. در مورد عواقب
- ۳۷ فصل اول قسمت دوم، شرحی منظم از طوبیقای ارسطو است. در بخش سوم، اوکام به تعریف و تقسیم پیامدها می‌پردازد و روشی از قواعد موضوعی ارسطو ارائه می‌دهد.[۱] به عقیده اوکام، یک نتیجه یک گزاره شرطی است که از دو گزاره مقوله‌ای با اصطلاحات «اگر» و «آن‌گاه» تشکیل شده‌است. برای مثال، «اگر مردی بدود، پس خدا وجود دارد».[۲] یک نتیجه زمانی «درست» است که مقدم بر نتیجه دلالت دارد. اوکام بین پیامدهای «مادی» و «رسمی» تمایز قائل می‌شود که به ترتیب تقریباً معادل دلالت مادی مدرن و دلالت منطقی هستند. گزارش‌های مشابهی توسط ژان بوریدان و آلبرت ساکسونی ارائه شده‌است.
- فصل ۳۸ تا ۴۵ به نظریه تعهدات می‌پردازد.
- فصل ۴۶ به پارادوکس دروغگو می‌پردازد

### بخش چهارم. دربارهٔ مغالطه‌ها (در ۱۸ فصل)
بخش چهارم، در هجده فصل، به گونه‌های مختلف مغالطه‌ای می‌پردازد که ارسطو در ابطال‌های سوفیستی (متنی در ارگانون ارسطو است که در آن او سیزده مغالطه را شناسایی کرده‌است) برشمرده‌است.
- فصل ۲–۴ به سه حالت مغالطه اشتراک لفظ می‌پردازد.
- فصل ۵–۷ به سه نوع آمفیبولی می‌پردازد.
- فصل ۸ به اشتباهات مغالطه ترکیب و مغالطه تقسیم می‌پردازد.
- فصل ۹ به مغالطه لحن بیان می‌پردازد.
- فصل ۱۰ به مغالطه «شکل گفتار» می‌پردازد.
- فصل ۱۱ به خطای تصادف می‌پردازد.
- فصل ۱۲ به مغالطه تصدیق تالی می‌پردازد.
- فصل ۱۳ به سکوندوم کوید می‌پردازد.
- فصل ۱۴ به نتیجه‌گیری بی‌ربط می‌پردازد.
- فصل ۱۵ به مصادره به مطلوب می‌پردازد.
- فصل ۱۶ به مغالطه‌ی علت پرسش برانگیز می‌پردازد.
- فصل ۱۷ به مغالطه پرسش پیچیده می‌پردازد.
- اوکام فصل ۱۸ را با نشان دادن این‌که چگونه تمام این مغالطه‌ها در برابر قیاس اشتباه می‌کنند به پایان می‌رساند.